# Nicole Savoy
Pour les articles homonymes, voir Savoy.
Nicole Matthias (née le 3 novembre 1985 à Pulaski (en)) est une catcheuse (lutteuse professionnelle) américaine connue sous le nom de Nicole Savoy. Elle est principalement connue pour son travail à la Shimmer Women Athletes où elle est la première championne Heart of Shimmer ainsi que l'actuelle championne de la Shimmer.

## Jeunesse
Matthias grandit à Pulaski (en) dans le Missouri. Sa sœur est fan de catch mais pas elle ni son frère. C'est en regardant les émissions de la World Wrestling Federation qu'elle commence à s'y intéresser. Elle devient notamment fan d'Ivory et de Jacqueline.
Après le lycée, elle s'engage dans l'armée et sert pendant deux ans dans une base militaire de Shreveport puis à Sacramento.

## Carrière de catcheuse

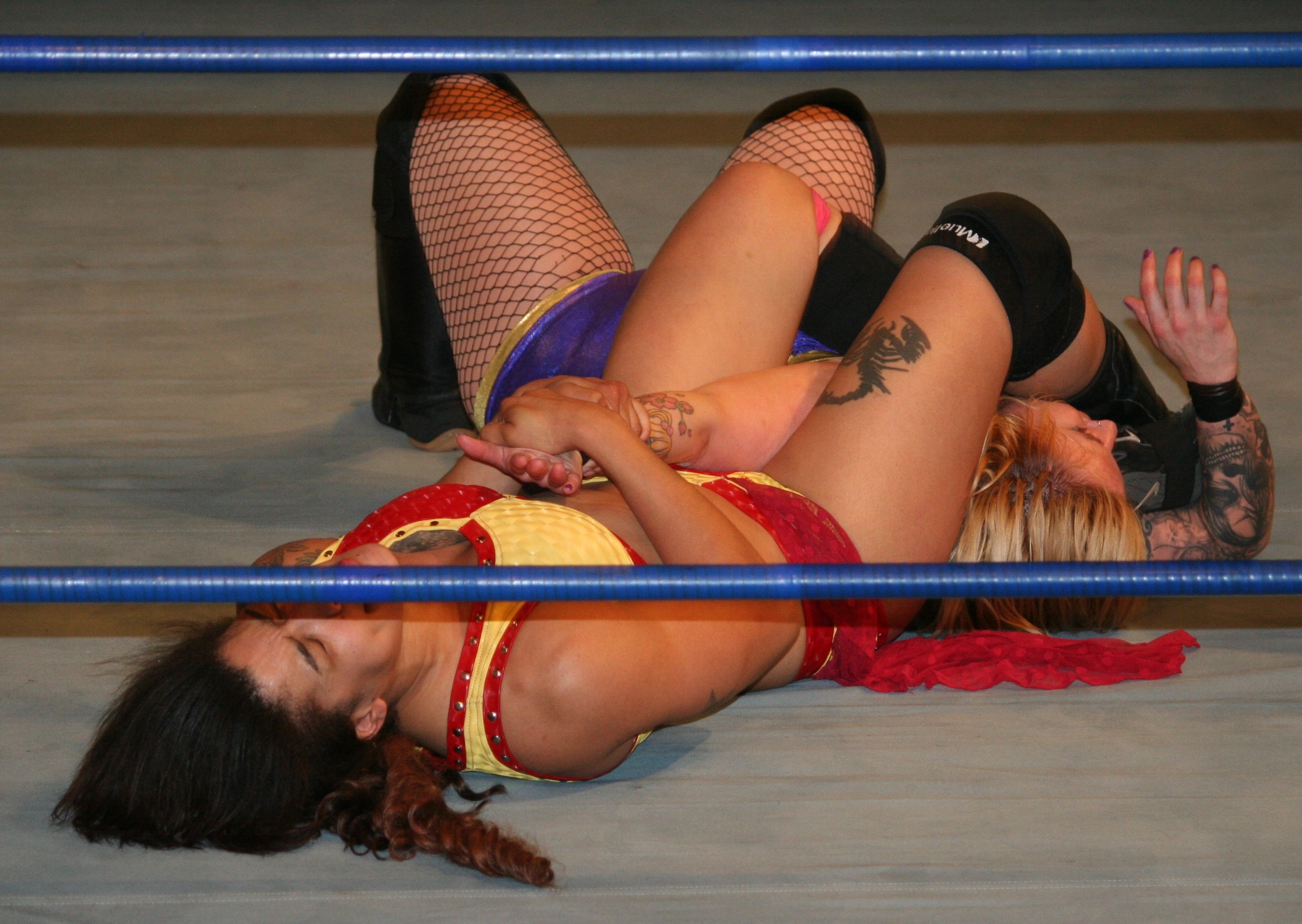
La catcheuse Nicole Savoy effectuant un Template:Langue sur LuFisto.

### Débuts et circuit indépendant nord américain (2011-...)
Alors qu'elle vit à Sacramento, Matthias commence à aller régulièrement voir des spectacles de catch. Elle devient rapidement la valet de quelques catcheurs locaux avant de partir vivre en Virginie. Là-bas, elle s’entraîne à l'école de catch de Duane Gill. Elle participe à son premier combat en Virginie le 5 novembre 2011.
De retour en Californie, elle continue son apprentissage à l'école de catch de la Sacramento Wrestling Federation.
Elle commence à se fait connaitre à la Alternative Wrestling Show où elle est demi finaliste du tournoi 4th Women's Tournament le 31 mai 2014. Elle y élimine Datura au premier tour avant de se faire sortir par Amazona.

### Shimmer Women Athletes (2014-...)
Savoy commence à apparaître à la Shimmer Women Athletes le 18 octobre 2014 au cours de l'enregistrement de SHIMMER 67 où elle perd son combat face à Heidi Lovelace.
Elle est une des participantes du ChickFight Tournament qui a lieu le 28 mars 2015 où elle élimine Candice LeRae au premier tour avant de se faire sortir par Evie en demi finale. Le 11 octobre durant SHIMMER Volume 78, elle perd un match pour le championnat de la Shimmer face à Madison Eagles (en).
Le 30 mars 2016, la Shimmer annonce que Savoy est une des participantes du tournoi désignant la première championne Heart of Shimmer. Ce tournoi a lieu le 2 avril où Savoy élimine LuFisto au premier tour puis Kimber Lee en demi finale avant de remporter un match à trois comprenant Candice LeRae et Heidi Lovelace,.

### World Wrestling Entertainment (2016-2017)
Fin septembre 2016, Savoy participe à un stage d'entraînement au WWE Performance Center.
Le 13 juillet 2017, la World Wrestling Entertainment annonce que Savoy est une des participantes du tournoi WWE Mae Young Classic. Elle y élimine Reina Gonzalez au premier tour le 28 août avant de se faire sortir par Candice LeRae deux semaines plus tard au tour suivant,.

## Palmarès

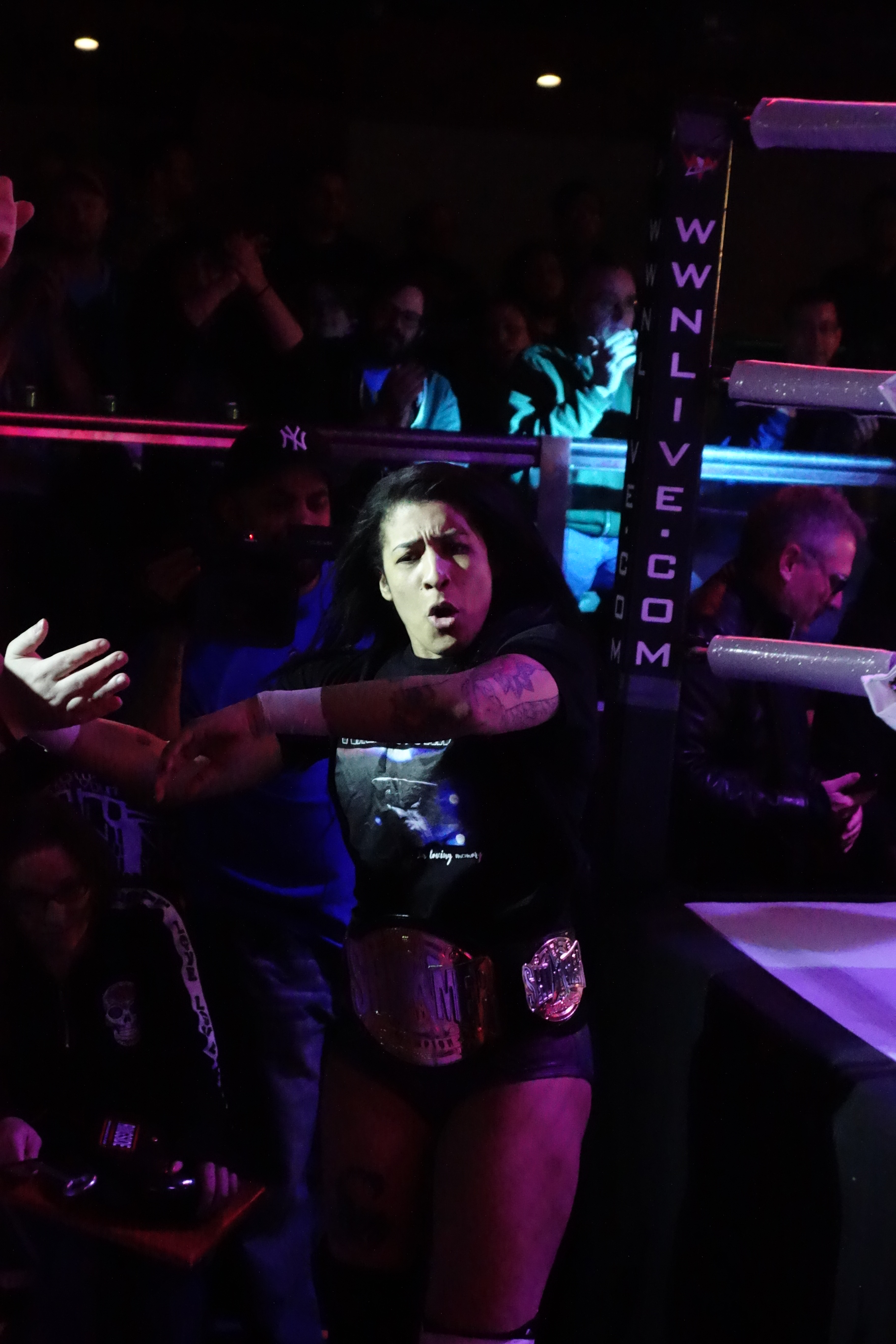
Nicole Savoy avec la ceinture de championne de la Shimmer.

- Alternative Wrestling Show (AWS)
  - 1 fois championne féminine de la AWS[16]
  - Gagnante du tournoi Race For The Ring Womens en 2015[17]
- Gold Rush Pro Wrestling
  - Gagnante du tournoi Golden Thrones Tournament[18]
- Pro Wrestling Revolution (PWR)
  - 1 fois championne du monde féminine de la PWR[19]
- Shimmer Women Athletes (Shimmer)
  - 1 fois championne Heart of Shimmer[20]
  - Gagnante du tournoi désignant la première championne Heart of Shimmer[11]
  - 1 fois championne de la Shimmer[21]

## Récompenses des magazines
- Pro Wrestling Illustrated

| Année | 2016 | 2017 | 2018 | 2019 | 2020 |
| ----- | ---- | ---- | ---- | ---- | ---- |
| Rang  | 13   | 21   | 26   | 10   | 40   |